# Hity numer jeden Listy Przebojów Programu Trzeciego w roku 1984
Notowania Listy Przebojów Trójki, które przedstawiają utwory osiągające pierwsze miejsce w roku 1984.
| Nr Notowania | Piosenka                                     | Wykonawca         |
| ------------ | -------------------------------------------- | ----------------- |
| 90           | "Nieustanne Tango"                           | Republika         |
| 91           | "Nieustanne Tango"                           | Republika         |
| 92           | "Only For Love"                              | Limahl            |
| 93           | "To Tylko Tango"                             | Maanam            |
| 94           | "Fabryka Małp"                               | Lady Pank         |
| 95           | "Fabryka Małp"                               | Lady Pank         |
| 96           | "Fabryka Małp"                               | Lady Pank         |
| 97           | "To Tylko Tango"                             | Maanam            |
| 98           | "To Tylko Tango"                             | Maanam            |
| 99           | "Jezu, Jak Się Cieszę"                       | Klaus Mitffoch    |
| 100          | "Radio Ga-Ga"                                | Queen             |
| 101          | "Heart From The Start"                       | Classix Nouveaux  |
| 102          | "Heart From The Start"                       | Classix Nouveaux  |
| 103          | "Heart From The Start"                       | Classix Nouveaux  |
| 104          | "Heart From The Start"                       | Classix Nouveaux  |
| 105-106      | "Wouldn't It Be Good"                        | Nik Kershaw       |
| 107          | "Wouldn't It Be Good"                        | Nik Kershaw       |
| 108          | "No Fear, No Hate, No Pain, No Broken Heart" | Eurythmics        |
| 109          | "No Fear, No Hate, No Pain, No Broken Heart" | Eurythmics        |
| 110          | "Obcy Astronom"                              | Republika         |
| 111          | "Obcy Astronom"                              | Republika         |
| 112          | "Obcy Astronom"                              | Republika         |
| 113          | "Superpara"                                  | L-4               |
| 114          | "Jestem Kobietą"                             | Maanam            |
| 115          | "Obcy Astronom"                              | Republika         |
| 116          | "Obcy Astronom"                              | Republika         |
| 117          | "Ohyda"                                      | Lady Pank         |
| 118          | "Stan Gotowości"                             | Lombard           |
| 119          | "Stan Gotowości"                             | Lombard           |
| 120          | "Stan Gotowości"                             | Lombard           |
| 121          | "Skóra"                                      | Aya RL            |
| 122          | "Skóra"                                      | Aya RL            |
| 123          | "Skóra"                                      | Aya RL            |
| 124          | "Skóra"                                      | Aya RL            |
| 125          | "Heavy Metal Świat"                          | TSA               |
| 126          | "Heavy Metal Świat"                          | TSA               |
| 127          | "Poranna Wiadomość"                          | Republika         |
| 128          | "I Just Called To Say I Love You"            | Stevie Wonder     |
| 129          | "I Just Called To Say I Love You"            | Stevie Wonder     |
| 130          | "I Just Called To Say I Love You"            | Stevie Wonder     |
| 131          | "Neverending Story"                          | Limahl            |
| 132          | "Lucciola"                                   | Maanam            |
| 133          | "Careless Whisper"                           | George Michael    |
| 134          | "To Tylko Pech"                              | Oddział Zamknięty |
| 135          | "Cały Mój Zgiełk"                            | Budka Suflera     |
| 136          | "Careless Whisper"                           | George Michael    |
| 137          | "Careless Whisper"                           | George Michael    |
| 138          | "Careless Whisper"                           | George Michael    |
| 139          | "San Damiano (Heart & Soul)"                 | Sal Solo          |
| 140          | "San Damiano (Heart & Soul)"                 | Sal Solo          |
| 141          | "San Damiano (Heart & Soul)"                 | Sal Solo          |